# Xorides caerulescens
Xorides caerulescens là một loài tò vò trong họ Ichneumonidae.